# VN1R1
VN1R1 (англ. Vomeronasal 1 receptor 1) – білок, який кодується однойменним геном, розташованим у людей на короткому плечі 19-ї хромосоми. Довжина поліпептидного ланцюга білка становить 353 амінокислот, а молекулярна маса — 40 021.
| 10         |  | 20         |  | 30         |  | 40         |  | 50         |
| ---------- |  | ---------- |  | ---------- |  | ---------- |  | ---------- |
| MVGDTLKLLS |  | PLMTRYFFLL |  | FYSTDSSDLN |  | ENQHPLDFDE |  | MAFGKVKSGI |
| SFLIQTGVGI |  | LGNSFLLCFY |  | NLILFTGHKL |  | RPTDLILSQL |  | ALANSMVLFF |
| KGIPQTMAAF |  | GLKYLLNDTG |  | CKFVFYYHRV |  | GTRVSLSTIC |  | LLNGFQAIKL |
| NPSICRWMEI |  | KIRSPRFIDF |  | CCLLCWAPHV |  | LMNASVLLLV |  | NGPLNSKNSS |
| AKNNYGYCSY |  | KASKRFSSLH |  | AVLYFSPDFM |  | SLGFMVWASG |  | SMVFFLYRHK |
| QQVQHNHSNR |  | LSCRPSQEAR |  | ATHTIMVLVS |  | SFFVFYSVHS |  | FLTIWTTVVA |
| NPGQWIVTNS |  | VLVASCFPAR |  | SPFVLIMSDT |  | HISQFCFACR |  | TRKTLFPNLV |
| VMP        |  |            |  |            |  |            |  |            |

A: Аланін

C: Цистеїн

D: Аспарагінова кислота

E: Глутамінова кислота

F: Фенілаланін

G: Гліцин

H: Гістидин

I: Ізолейцин

K: Лізин

L: Лейцин

M: Метіонін

N: Аспарагін

P: Пролін

Q: Глутамін

R: Аргінін

S: Серин

T: Треонін

V: Валін

W: Триптофан

Кодований геном білок за функціями належить до рецепторів, g-білокспряжених рецепторів, білків внутрішньоклітинного сигналінгу. 
Локалізований у клітинній мембрані, мембрані.